# Suzy Lee
Suzy Lee, née le 9 février 1974 à Séoul, est une artiste, illustratrice et auteure de littérature jeunesse sud-coréenne. Elle est lauréate en 2022 du prestigieux prix international, le Prix Hans-Christian-Andersen, dans la catégorie Illustration.

## Biographie
Suzy Lee étudie les arts appliqués à l'université nationale de Séoul (Seoul National University),. Elle suit ensuite des cours au Camberwell College of Arts de Londres (Grande-Bretagne),.
Elle a obtenu de nombreux prix, dont le prestigieux prix international, le Prix Hans-Christian-Andersen, dans la catégorie Illustration, en 2022, prix dont elle était finaliste en 2016. Dans son discours d'acceptation du prix, elle évoque longuement Alice au pays des merveilles de Lewis Caroll, à laquelle elle s'identifiait.

## Ouvrages traduits en français
- La Revanche des lapins, Suzy Lee, La Joie de lire, 2003
- L'Oiseau noir ( (en) The black bird ), Suzy Lee, Lirabelle, 2007
- La Mangouste dure d'oreille ((en) The deaf raccoon and Baek Seok's world of fairy tales), texte de Seok Baek, illustrations de Lee Su-Ji, traduit par Kwon Jihyun et Béatrice Guyon, Autres temps jeunesse, 2007
- Les Petits Peintres nus ( (ko)  U li nūn pōl kō ̄suñ i hoa ka ), texte de Seung-yeoun Moon, illustrations de Suzy Lee, Éditions Sarbacane, 2008
- Zoo sans animaux ( (en) The zoo ), Suzy Lee, traduit du coréen par Noëlla Kim, éditions Actes Sud junior, 2008
- Miroir-miroir ((en) Mirror ), Suzy Lee, éditions du Rouergue, 2009
- La Vague ( (en) Wave , Suzy Lee, Kaléidoscope, 2009
- Ombres ( (en) Shadow ), Suzy Lee, Kaléidoscope, 2010
- Ouvre ce petit livre ( (en) Open this little book ), texte de Jesse Klausmeier, illustrations de Suzy Lee, traduit de l'anglais par Élisabeth Duval, Kaléidoscope, 2013
- Lignes ((en) Lines ), Suzy Lee, les Grandes personnes, 2017
- La peinture de Yulu, Suzy Lee illustration et texte de Cao Wenxuan, Rue du monde, 2022
- L'été de vivaldi, Suzy Lee, Rue du monde, 2022
- Une si belle journée !, Rose-marie Vassallo et Suzy Lee, Kaléidoscope, 2022

## Prix et distinctions
- 2020 : (international) « Honour List »[4] de l' IBBY pour (en) River
- 2022 :  Prix Hans-Christian-Andersen catégorie Illustration[2]
- 2022 :  "Mention" Prix BolognaRagazzi, catégorie Fiction[5], Foire du livre de jeunesse de Bologne  pour Summer

## Discours d'acceptation du Prix Hans Christian Andersen 2022
Ce discours a été prononcé
par Suzy Lee le 6 septembre
2022, à l’occasion de la remise de la médaille et du diplôme du Prix Hans-Christian-Andersen, durant le 38e Congrès international de l'IBBY à Putrajaya, en Malaisie.
- Suzy Lee (trad. Hasmig Chahinian), « Prix Hans Christian Andersen 2022 catégorie illustration. Discours d’acceptation de Suzy Lee », La Revue des livres pour enfants, no 328,‎ 2023, p. 188-190 (lire en ligne, consulté le 2 mars 2025)